# Mälzerei Hospeltstraße

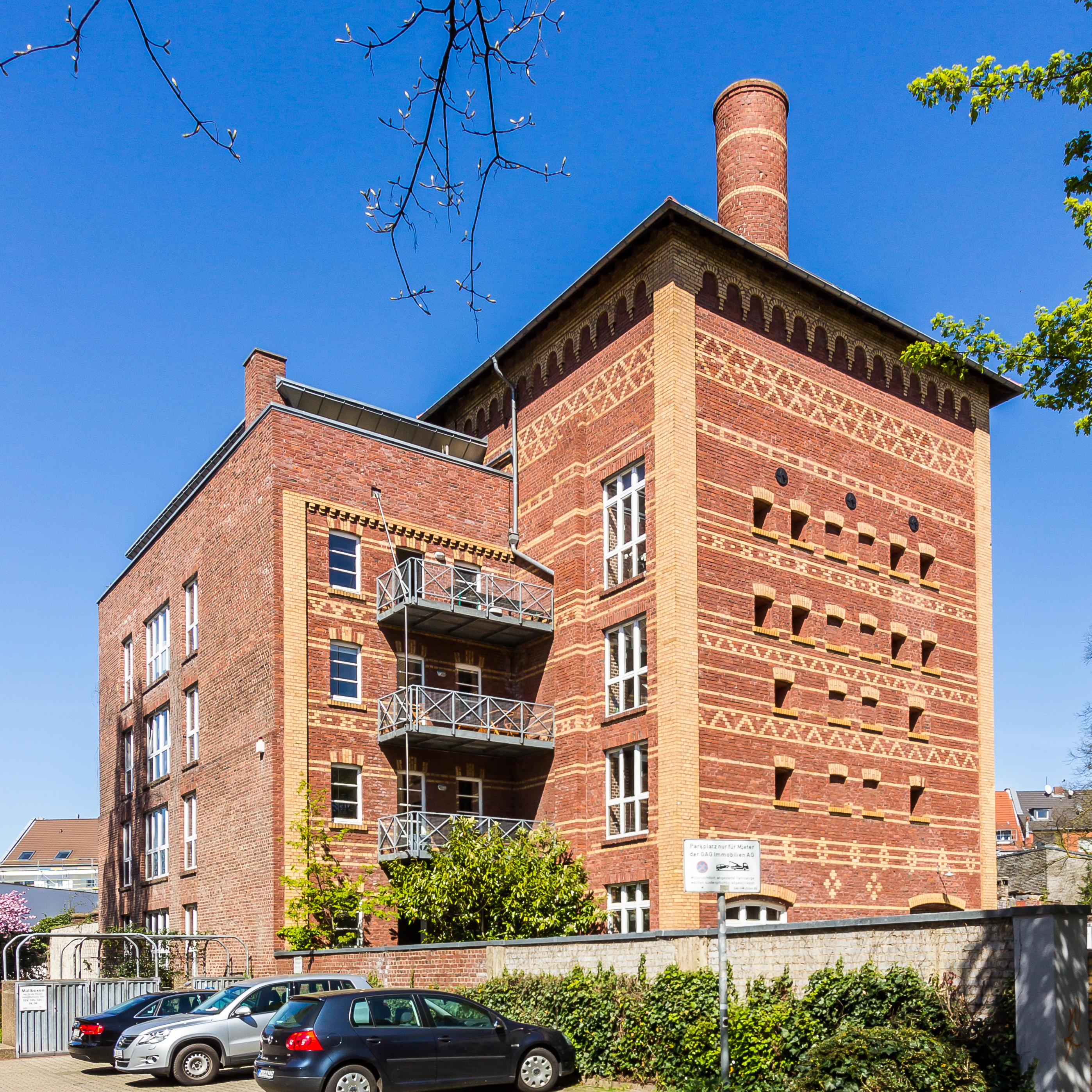
Alte Mälzerei Hospeltstraße (2006)

Die Mälzerei Hospeltstraße ist eine historische Mälzerei und heute ein Industrie- und Baudenkmal im Kölner Stadtteil Ehrenfeld. Sie wurde 1899 gegründet und ist heute ein Wohn- und Bürogebäude.

## Geschichte
Die Malzfabrik in der Hospeltstraße wurde 1899 von dem Malzmeister Philipp Schellenberg und dem Kaufmann Gottfried Zepp als „Zepp & Schellenberg“ gegründet. Sie produzierten hier Malz für die Brauereien der Stadt. In der Folge wechselte die Malzfabrik mehrfach ihren Besitzer, bevor sie in den 1930er Jahren stillgelegt und als Lagerhaus der Städtischen Bühnen genutzt wurde. Später übernahm das Unternehmen 4711 das Gebäude.
Seit 1984 ist die Mälzerei Hospeltstraße ein eingetragenes Baudenkmal im Denkmalverzeichnis der Stadt Köln.

## Architektur
Der Bau besteht aus dem ehemaligen Darrturm zur Trocknung (Darre) des Gerstenmalzes mit einem quadratischen Grundriss sowie einem dahinter liegenden mehrgeschossigen Gebäude, das als Lager sowie zum Keimen der Gerste und zur Verpackung genutzt wurde. Auffällig an dem hohen Darrturm ist der noch heute vorhandene Kamin, einer der beiden ursprünglichen „Dunstschläuche“ der Darre. Die Fassaden sind, wie bei Fabrikbauten der Zeit üblich, aus Backsteinen gebaut und mit Feldbrandsteinen und gelben Backsteinen strukturiert und verziert.
1995 wurde der ehemalige Darrturm von dem Architekten Wolfhard Kaul in ein Wohn- und Bürogebäude umgebaut. Dabei wurde der hintere Teil der Anlage aufgestockt und an den Seitenflügeln wurden Balkone angebracht. Der Darrturm selbst wurde an den Seiten durch große Fenster geöffnet, während die geschlossene und auffällig verzierte Front fast unverändert erhalten blieb.

## Belege
1. 1 2 3 4  
Mälzerei Hospeltstraße in Ehrenfeld auf der Website Kultur. Landschaft. Digital des Landschaftsverbandes Rheinland; abgerufen am 18. Dezember 2020.
2. 1 2 3  
Via Industrialis: Kölner Westen auf der Website des Vereins Rheinische Industriekultur e.V.; abgerufen am 18. Dezember 2020.